# Polycarpa
Polycarpa är ett släkte av sjöpungar som beskrevs av Heller 1877. Polycarpa ingår i familjen Styelidae.

## Dottertaxa tillPolycarpa, i alfabetisk ordning[1][2]
- Polycarpa aernbaeckae
- Polycarpa albatrossi
- Polycarpa albopunctata
- Polycarpa anguinea
- Polycarpa argentata
- Polycarpa arnoldi
- Polycarpa aspera
- Polycarpa atromarginata
- Polycarpa aurata
- Polycarpa aurita
- Polycarpa beuziti
- Polycarpa biforis
- Polycarpa biscayensis
- Polycarpa camptos
- Polycarpa carpocincta
- Polycarpa cartilaginea
- Polycarpa chinensis
- Polycarpa clavata
- Polycarpa colletti
- Polycarpa comata
- Polycarpa contecta
- Polycarpa cryptocarpa
- Polycarpa decipiens
- Polycarpa directa
- Polycarpa discoidea
- Polycarpa ecuadorensis
- Polycarpa errans
- Polycarpa fibrosa
- Polycarpa flava
- Polycarpa fungiformis
- Polycarpa glebosa
- Polycarpa gracilis
- Polycarpa gradata
- Polycarpa hartmeyeri
- Polycarpa indiana
- Polycarpa insulsa
- Polycarpa intonata
- Polycarpa itera
- Polycarpa kapala
- Polycarpa longiformis
- Polycarpa macra
- Polycarpa maculata
- Polycarpa madagascariensis
- Polycarpa mamillaris
- Polycarpa maruhi
- Polycarpa minuta
- Polycarpa molguloides
- Polycarpa muelleri
- Polycarpa mytiligera
- Polycarpa nigerrima
- Polycarpa nigricans
- Polycarpa nota
- Polycarpa obscura
- Polycarpa obtecta
- Polycarpa offa
- Polycarpa olitoria
- Polycarpa ovata
- Polycarpa palinorosa
- Polycarpa papillata
- Polycarpa papyra
- Polycarpa patens
- Polycarpa pedunculata
- Polycarpa pentarhiza
- Polycarpa perstellata
- Polycarpa pigmentata
- Polycarpa plantei
- Polycarpa plenovata
- Polycarpa pomaria
- Polycarpa porculus
- Polycarpa pori
- Polycarpa procera
- Polycarpa producta
- Polycarpa psammodes
- Polycarpa pseudoalbatrossi
- Polycarpa reniformis
- Polycarpa reviviscens
- Polycarpa richeri
- Polycarpa rigida
- Polycarpa rima
- Polycarpa rubida
- Polycarpa rustica
- Polycarpa simplicigona
- Polycarpa sobria
- Polycarpa spongiabilis
- Polycarpa stirpes
- Polycarpa suesana
- Polycarpa thelyphanes
- Polycarpa tinctor
- Polycarpa tinctorella
- Polycarpa tokiokai
- Polycarpa triruga
- Polycarpa tumida
- Polycarpa twynami
- Polycarpa vankampeni
- Polycarpa willisi
- Polycarpa violacea
- Polycarpa viridis